# Estado de Ebonyi
El estado de Ebonyi es uno de los treinta y seis estados pertenecientes a la República Federal de Nigeria.

## Localidades con población en marzo de 2016
- Abakaliki 198,100
- Afikpo North 207,300
- Afikpo South 208,400
- Ebonyi 168,300
- Ezza North 193,400
- Ezza South176,800
- Ikwo 284,400
- Ishielu 201,900
- Ivo 160,600
- Izzi 313,200
- Ohaozara 196,200
- Ohaukwu 258,700
- Onicha 313,100

## Territorio y población
Este estado es poseedor de una extensión de territorio que abarca una superficie compuesta por unos 5.670 kilómetros cuadrados. La población se eleva a la cifra de 1.800.588 personas (datos del censo del año 2007). La densidad poblacional es de 317,6 habitantes por cada kilómetro cuadrado de esta división administrativa.

## Administración
En 1999, el Dr. Sam Ominyi Egwu fue elegido como el primer gobernador del estado bajo el Partido Democrático Popular (PDP). Fue sucedido por Martin Elechi, quien fue elegido en 2007 y se postuló con éxito para la reelección en 2011, bajo el mismo PDP. El gobernador Martin Elechi fue reemplazado por el actual gobernador, Dave Umahi, quien fue elegido en las elecciones de marzo de 2015 y reelegido en marzo de 2019 para un segundo mandato.